# Poolbillard-Jugendeuropameisterschaft 2012
Die Poolbillard-Jugendeuropameisterschaft 2012 war die 32. Austragung der von der European Pocket Billiard Federation veranstalteten Jugend-Kontinentalmeisterschaft im Poolbillard. Sie fand vom 27. Juli bis 3. August 2012 im Stahlpalast in Brandenburg an der Havel statt.
Ausgespielt wurden die Disziplinen 14/1 endlos, 8-Ball, 9-Ball und 10-Ball in den Kategorien Junioren, Schüler und Juniorinnen. Im 14/1 endlos gab es keinen Wettbewerb für Juniorinnen. Bei den Junioren sowie bei den Schülern wurden zudem Mannschafts-Europameister ermittelt.

## Medaillengewinner
| Disziplin              | Gold                 | Silber                 | Bronze               |
| ---------------------- | -------------------- | ---------------------- | -------------------- |
| Junioren – 14/1 endlos | Finn Eschment        | Jan-Henrik Wolf        | Witali Pawluchin     |
| Junioren – 14/1 endlos | Finn Eschment        | Jan-Henrik Wolf        | Wojciech Szewczyk    |
| Junioren – 10-Ball     | José Alberto Delgado | Tobias Bongers         | Wojciech Szewczyk    |
| Junioren – 10-Ball     | José Alberto Delgado | Tobias Bongers         | Moritz Lauwereyns    |
| Junioren – 8-Ball      | Moritz Lauwereyns    | Berk Mehmetcik         | Wojciech Szewczyk    |
| Junioren – 8-Ball      | Moritz Lauwereyns    | Berk Mehmetcik         | Bence Varga          |
| Junioren – 9-Ball      | José Alberto Delgado | Andrei Seroschtan      | Filip Bermanec       |
| Junioren – 9-Ball      | José Alberto Delgado | Andrei Seroschtan      | Daniel Schneider     |
| Junioren – Mannschaft  | Deutschland          | Russland               | Polen                |
| Junioren – Mannschaft  | Deutschland          | Russland               | Norwegen             |
| Schüler – 14/1 endlos  | Raphael Wahl         | Joshua Filler          | Mikołaj Ząbecki      |
| Schüler – 14/1 endlos  | Raphael Wahl         | Joshua Filler          | Daniel Tångudd       |
| Schüler – 10-Ball      | Joshua Filler        | Andreas Madsen         | Witalij Pazura       |
| Schüler – 10-Ball      | Joshua Filler        | Andreas Madsen         | Can Salim-Giasar     |
| Schüler – 8-Ball       | Joshua Filler        | David Vu               | Witalij Pazura       |
| Schüler – 8-Ball       | Joshua Filler        | David Vu               | Mikołaj Ząbecki      |
| Schüler – 9-Ball       | Andreas Madsen       | Daniel Macioł          | Can Salim-Giasar     |
| Schüler – 9-Ball       | Andreas Madsen       | Daniel Macioł          | Raphael Wahl         |
| Schüler – Mannschaft   | Polen                | Deutschland            | Russland             |
| Schüler – Mannschaft   | Polen                | Deutschland            | Norwegen             |
| Juniorinnen – 10-Ball  | Kamila Khodjaeva     | Ana Gradišnik          | Pia Blaeser          |
| Juniorinnen – 10-Ball  | Kamila Khodjaeva     | Ana Gradišnik          | Veronika Ivanovskaia |
| Juniorinnen – 8-Ball   | Kamila Khodjaeva     | Kateryna Polowyntschuk | Kristina Tkatsch     |
| Juniorinnen – 8-Ball   | Kamila Khodjaeva     | Kateryna Polowyntschuk | Oliwia Czupryńska    |
| Juniorinnen – 9-Ball   | Oliwia Czupryńska    | Sylwia Ząbek           | Kamila Khodjaeva     |
| Juniorinnen – 9-Ball   | Oliwia Czupryńska    | Sylwia Ząbek           | Veronika Ivanovskaia |